# Marc-Robin Eisel
Marc-Robin Eisel (* 6. Juni 1999 in Homburg) ist ein deutscher Handballspieler.

## Karriere

### Im Verein
Marc-Robin Eisel begann das Handballspielen beim TV Erbach, von wo er bereits in der Jugend zum SV 64 Zweibrücken wechselte. Nach einer Saison beim Drittligisten TuS 04 Dansenberg kehrte er wieder nach Zweibrücken zurück. 2021 ging er zum Drittligisten HLZ Hochdorf-Friesenheim, der zweiten Mannschaft der Eulen Ludwigshafen. In seiner ersten Saison half er direkt in der 2. Bundesliga aus und erhielt ab 2022 einen festen Vertrag für das Zweitligateam. 2024 verlängerte er seinen Vertrag um ein weiteres Jahr.

### In Auswahlmannschaften
Mit der deutschen Jugend-Nationalmannschaft nahm er an der U19-Weltmeisterschaft 2017 teil.